# Blechnum lineare
Blechnum lineare är en kambräkenväxtart som först beskrevs av Charles Moore och J. Sm., och fick sitt nu gällande namn av Maarten J.M. Christenhusz. Blechnum lineare ingår i släktet Blechnum och familjen Blechnaceae. Inga underarter finns listade.